# إيكر بوزو
إكير بوزو (بالإسبانية: Iker Pozo)‏ هو لاعب كرة قدم إسباني، ولد في 6 أغسطس 2000 في فوينخيرولا في إسبانيا.

## وصلات خارجية
- إكير بوزو على موقع قاعدة بيانات كرة القدم.إي يو (الإنجليزية)
- إكير بوزو على موقع Soccerway.com (الإنجليزية)